# Cheironomia
Cheironomia (gr. cheir - ręka; cheironomía - gestykulacja) – dyrygowanie, czyli sposób prowadzenia zespołu muzycznego (najczęściej chóru) za pomocą ruchów ręki i ramion praktykowane w kulturach starożytnego Egiptu (gdzie cheironomia powstała) i Grecji. Cheironomia służy podawaniu śpiewakom lub muzykom przebiegu melodii oraz niektórych cech rytmiki podczas wykonywania utworu muzycznego. W średniowieczu z cheironomii oraz oznaczeń greckiej prozodii powstały neumy, rodzaj notacji muzycznej. Pierwsze neumy były tzw. neumami cheironomicznymi, gdyż oddawały system ruchu rąk przy kierowaniu śpiewem.